# Volkswagen Gol
Volkswagen Gol – tani samochód produkowany przez spółkę Volkswagen AG. Zaprojektowany w Brazylii i sprzedawany na rynku południowoamerykańskim od roku 1980. Od tego czasu sprzedano ponad 4,5 miliona egzemplarzy. Model Gol oparty jest na znanym w Europie modelu Polo, choć stanowi w pewnym sensie krzyżówkę Polo i Golfa i też pierwsza generacja produkowana w latach 1980-1994 do złudzenia przypomina Polo II. 
Pierwsza generacja Gola była oferowana jedynie z nadwoziem 3-drzwiowego hatchbacka, 3-drzwiowego kombi (zwane Parati), 2- lub 4-drzwiowego sedana zwanego Voyage i 2-drzwiowego pick-upa. Gol I generacji (po 1988 roku) oferowany był z silnikami 1.6 (73 KM), 1,8 (92 KM) oraz wersję GTi 2,0 (119 KM), napędzanych benzyną lub alkoholem. Mimo dość dużych jak na tę wielkość samochodu jednostek, Gol jest w Ameryce Południowej małym pojazdem do użytku codziennego, mimo iż także w Brazylii produkowany jest Golf.
Druga generacja VW Gol stała się nieco praktyczniejszym samochodem, z większą gamą jednostek napędowych. Jego nadwozie przypomina pomniejszonego Golfa III generacji i oferowane było podobnie jak poprzednia generacja jako 3-drzwiowy hatchback i 3-drzwiowe kombi (Parati), a ponadto jako 5-drzwiowy hatchback i 5-drzwiowe kombi (Parati, Gol SW). Do tego dochodzi użytkowa wersja pick-up, zwana Saviero. Wersje sedan zostały wycofane. Druga generacja Gola oferowana była z silnikami: 1,0 (50 KM), 1,6 (76 KM), 1,8 (91 KM), 2,0 (109 KM), 2,0 16V (141 KM), a także z dieslem 1,6 (54 KM).
Trzecia generacja została wprowadzona do produkcji po 1999 roku. Oferowana jest do dzisiaj w takich samych wersjach nadwoziowych jak II generacja oraz w wersji 4x4 ze zwiększonym prześwitem o nazwie Gol Cross. Jego stylizacja nadwozia przypomina Polo z roku 1999. Gol III generacji oferowany jest z podobnymi jednostkami jak w II generacji, choć w miarę postępu technologicznego silniki te mają około 10 KM więcej. Doszedł także diesel 1,9 SD o mocy 64 KM. Planowana wersja sedan nie doczekała się produkcji, jednak zamiast niej w Brazylii oferowane jest nowe Polo w wersji sedan. Obecna generacja zadebiutowała w 2008 roku.

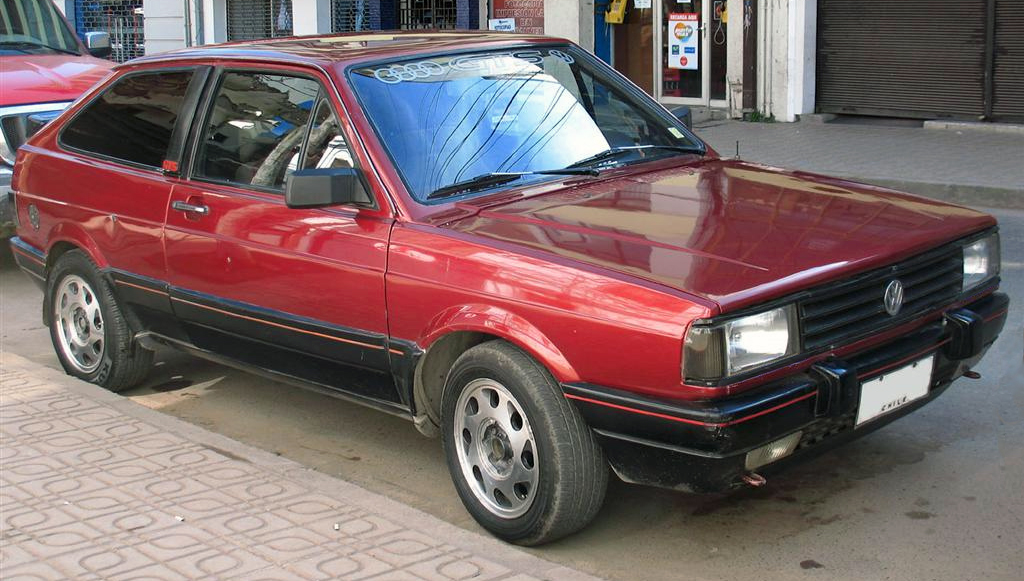
Pierwsza generacja
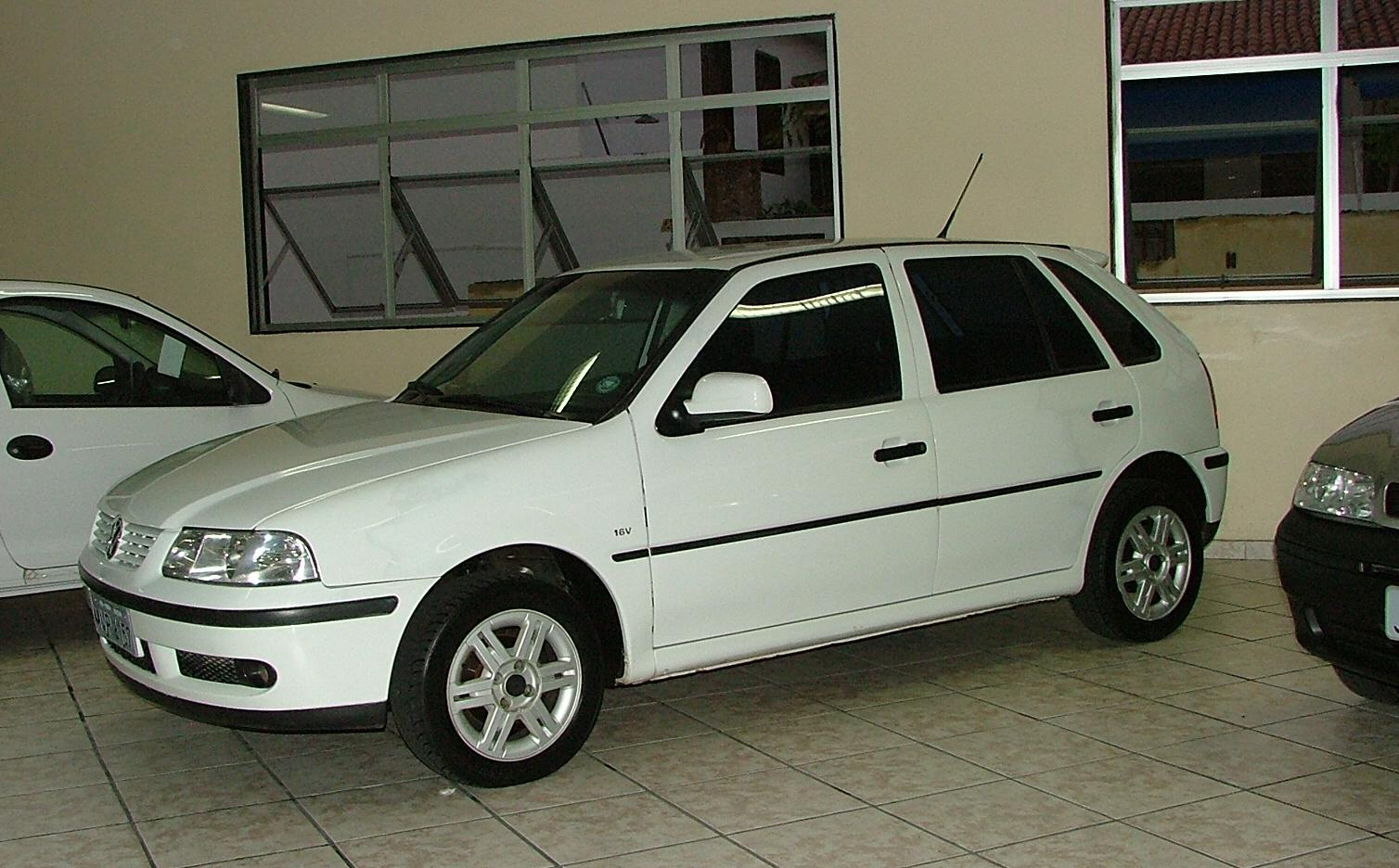
Trzecia generacja
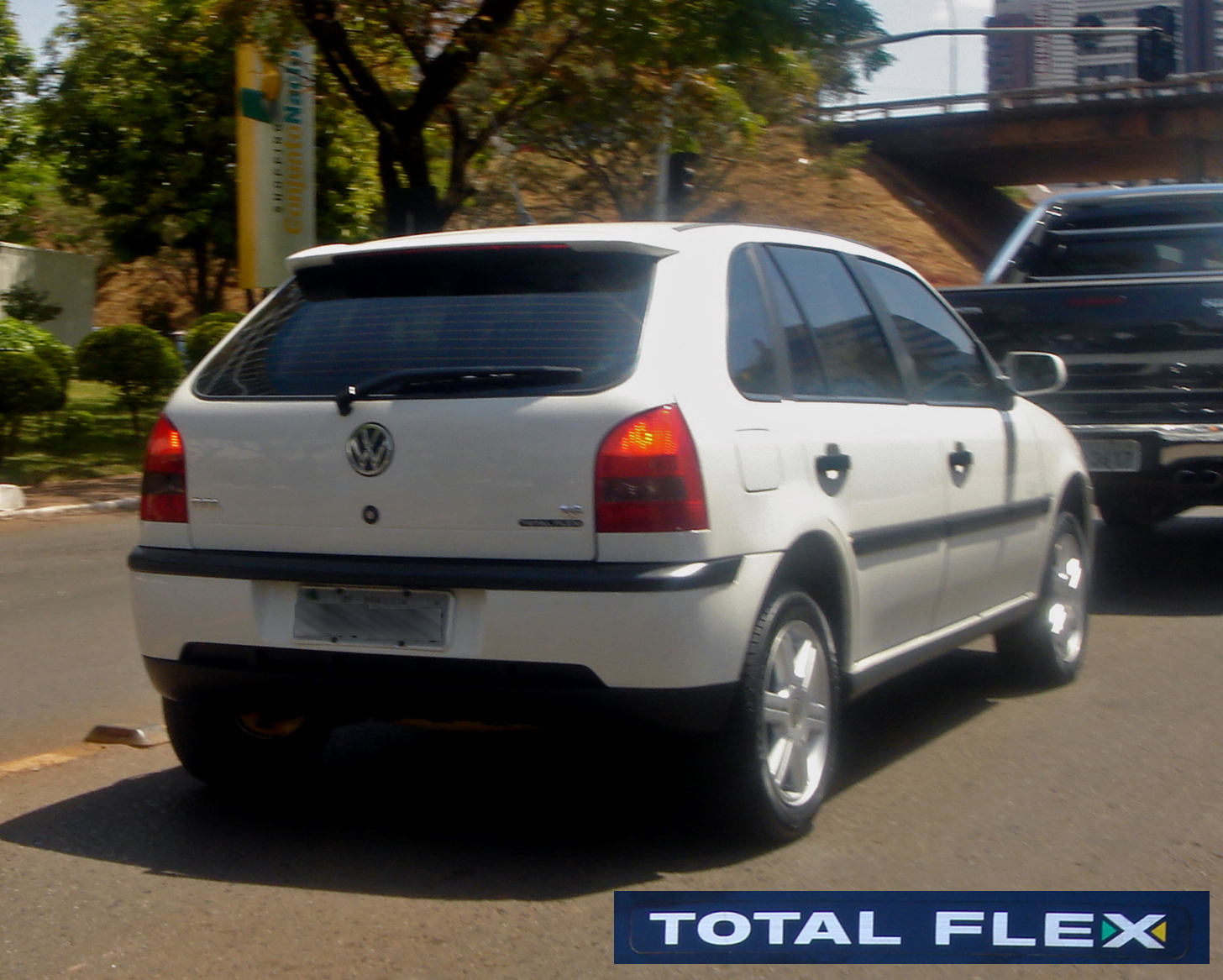
Trzecia generacja z tyłu
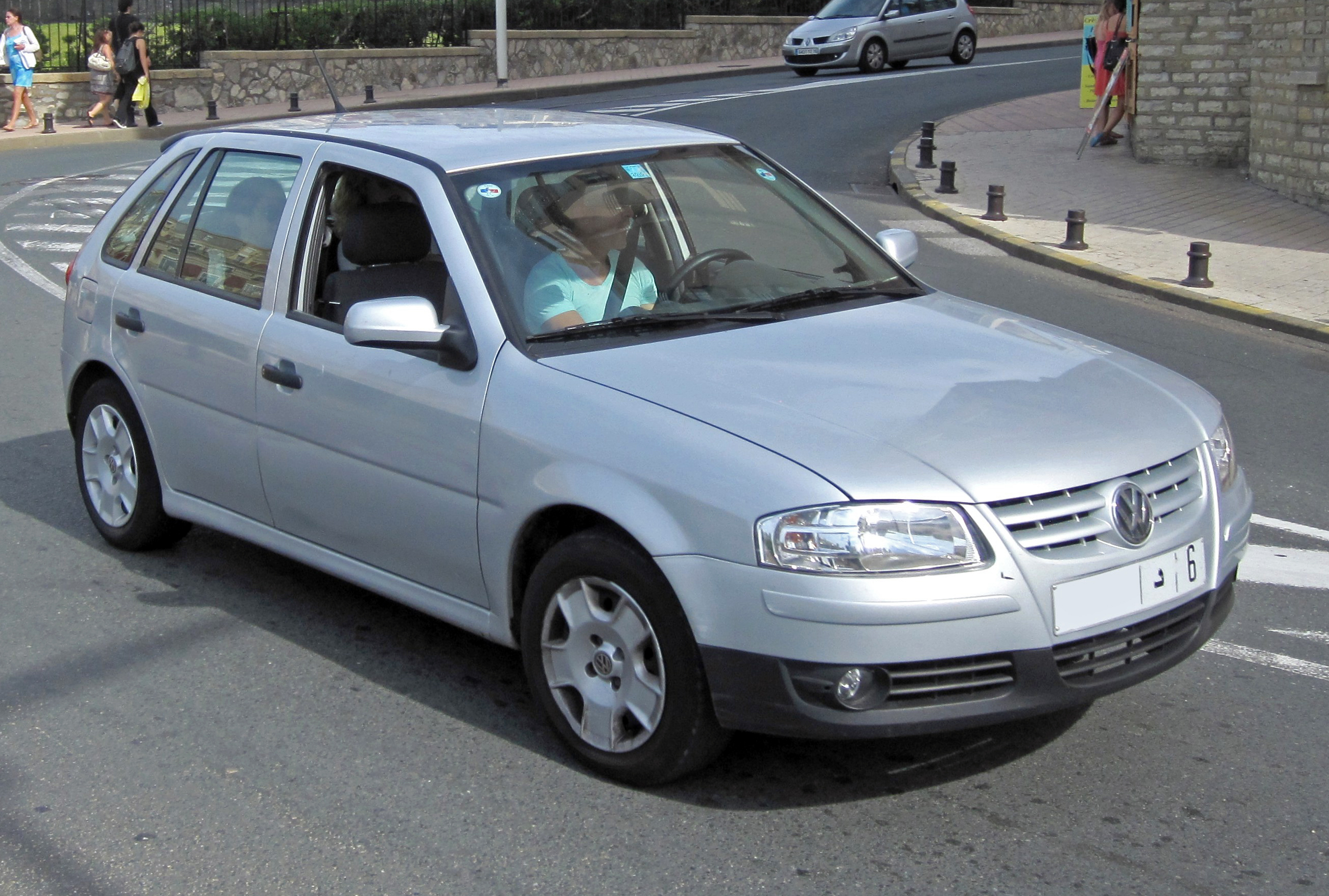
Czwarta generacja
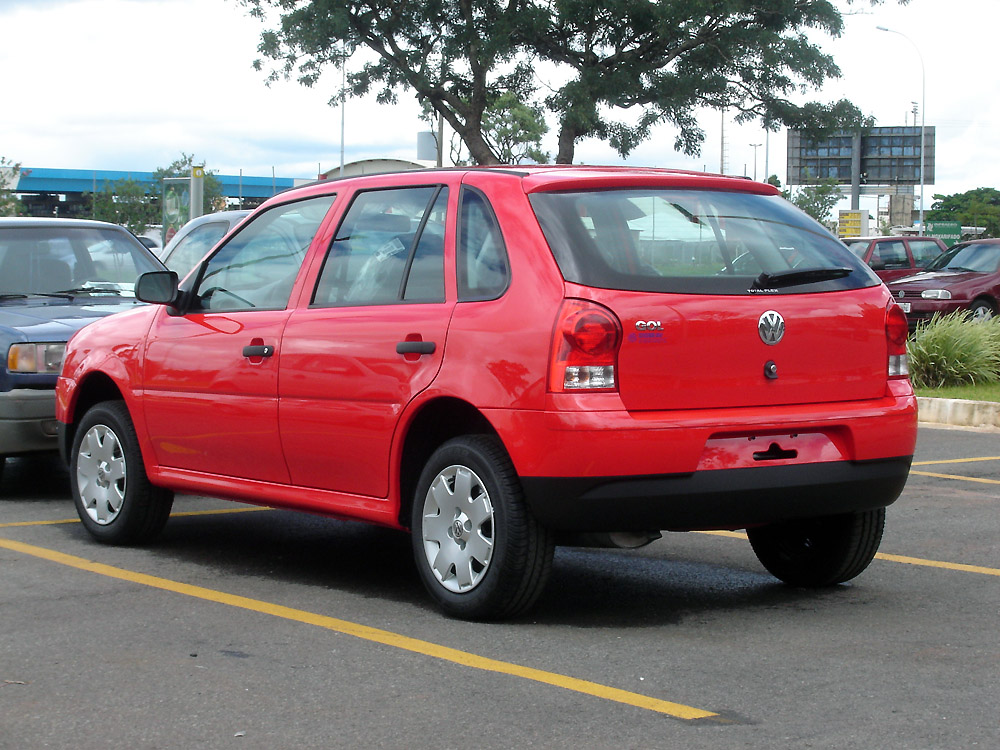
Czwarta generacja z tyłu
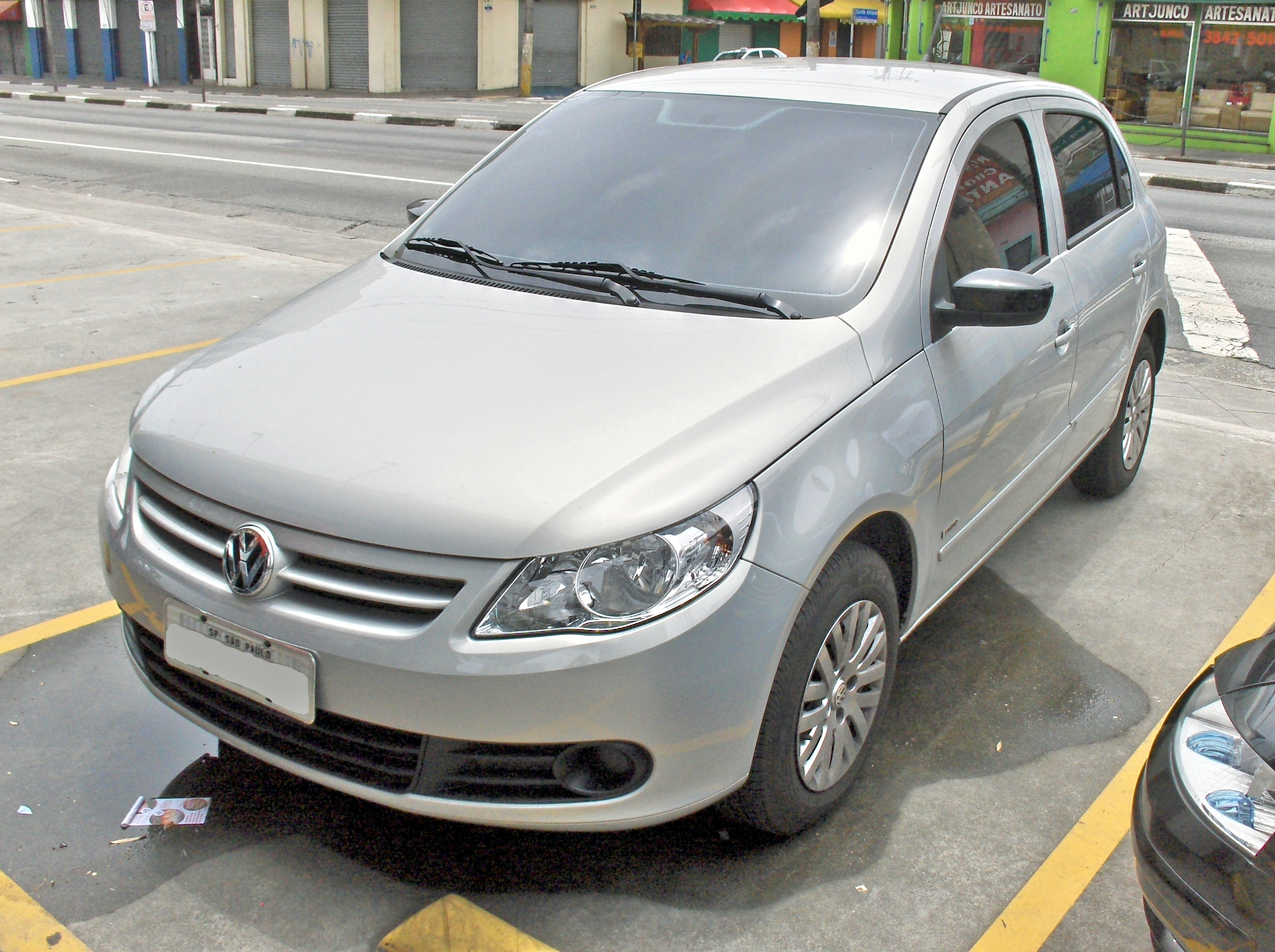
Piąta, obecna generacja
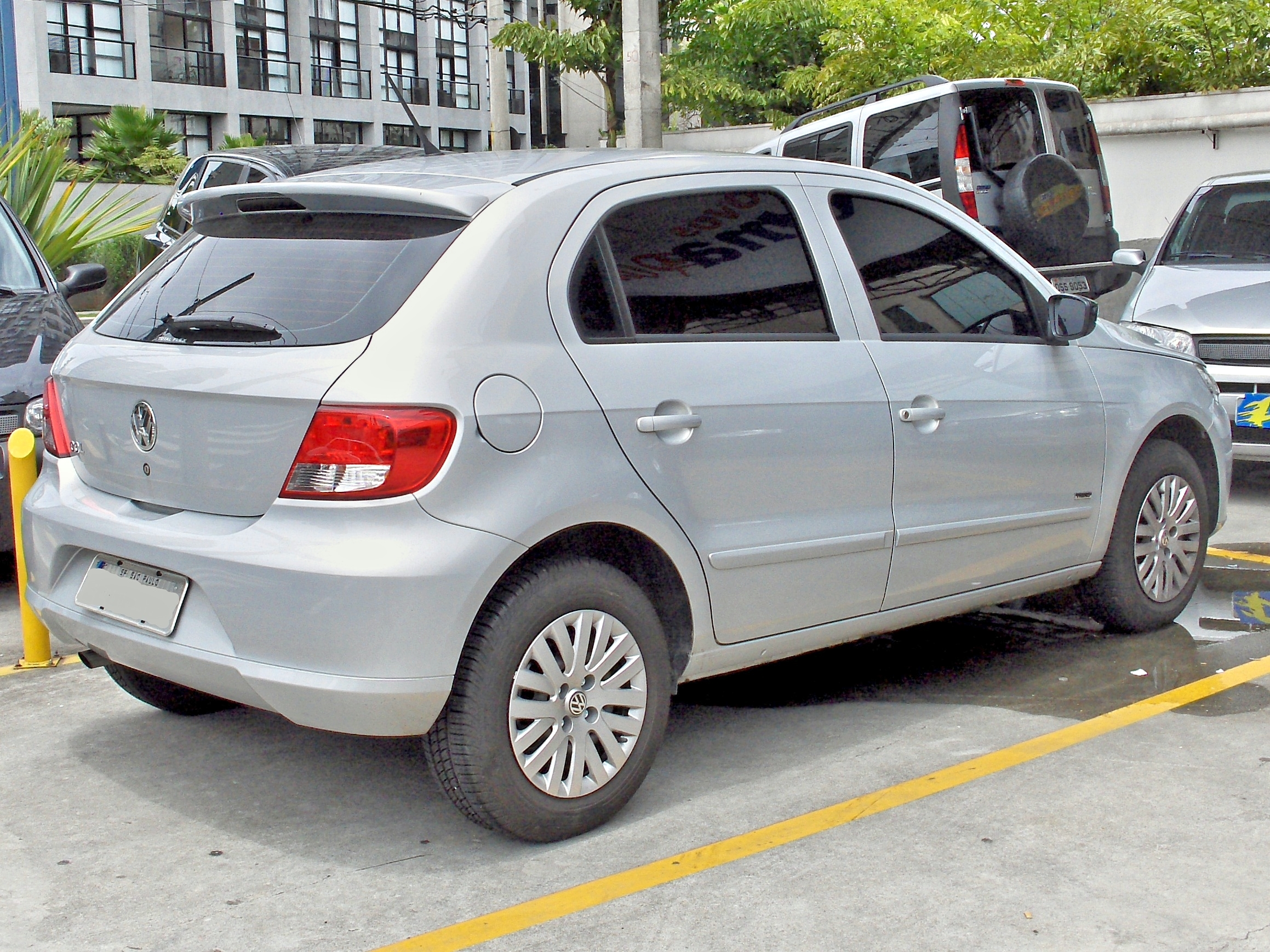
Piąta generacja z tyłu